# Manifesto Sun-Ioffe
Il Manifesto Sun-Ioffe, anche detta Dichiarazione congiunta di Sun-Ioffe, (孫文越飛宣言)  fu un accordo stipulato tra Sun Yat-sen e Adolf Ioffe nel 26 gennaio 1923 per la cooperazione tra il Kuomintang della Repubblica Cinese e l'Unione Sovietica. Il manifesto affermava che il sistema sovietico non era adatto alla Cina e annunciava la volontà dell'Unione Sovietica di collaborare con il KMT nel suo obiettivo di unificare la Cina del tempo.

## Fatti antecedenti
Nel 1918 Georgij Čičerin del Consiglio dei commissari del popolo dell'Unione Sovietica annunciò l'intenzione sovietica a rinunciare ai diritti e ai privilegi russi acquisiti in Cina. Una nota formale per aprire i negoziati venne inviata al Ministro degli Esteri cinese a Pechino il 27 ottobre 1920. I bolscevichi inviarono M.I. Jurin, Aleksandr Pajkes e Adol'f Ioffe.

## Firma
Adolf Ioffe non avrebbe sistemato la questione della Mongolia Esterna o la Ferrovia orientale cinese. Ma ebbe successo nello stabilire una relazione politica con Sun Yat-Sen. Il 26 gennaio 1923 Sun e Ioffe pubblicarono il manifesto. Esso divenne la base per una cooperazione tra il Kuomintang e l'Unione Sovietica.  Nel giugno 1923 Sun inviò Chiang Kai-shek in Russia per studiare le condizioni politiche e militari sovietiche. Il Partito Comunista Cinese fu fondato nel Giugno 1921, appena un anno prima della firma. Alcune fonti hanno sottolineato che questa fu la decisione più cruciale fatta da Sun Yat-sen nella sua vita volta ad allineare il KMT con i sovietici e il PCC.